# Colotois unilineata
Colotois unilineata là một loài bướm đêm trong họ Geometridae.